# قلعة ليسينجن
قلعة ليسينجن (بالألمانية: Burg Lissingen) قلعة مائية أنشئت في القرن الثالث عشر خلال فترة القرون الوسطى، تقع في بلدة غيرولشتاين في ولاية راينلند بالاتينات في ألمانيا، وتعتبر أحد ثلاثة قلاع بالإضافة إلى قلعتي ألتس وقلعة بورشيم التي بنيت على الضفة اليسرى من الراين في راينلاند بالاتينات ما زالت موجودة ولم تدمر، رغم حروب القرن السابع عشر والثامن عشر في المنطقة.
القلعة عبارة عن بنائين القلعة السفلى والقلعة العليا، وتعتبر القلعة ملكية ثقافية محمية بموجب اتفاقية لاهاي، القلعة تقع مقربة من نهر كيل، وهي في الأصل كانت عبارة عن مستعمرة رومانية، أخذت القلعة شكلها الحالي كمجمع يمكن الدفاع عنه من المباني خلال ذروة الفروسية في العصور الوسطى المتوسطة، سنة 1906 تم إنشاء محطة توليد طاقة لتوفير الكهرباء للقلعة، في أواسط القرن العشرين تم تطوير البنية التحتية الزراعية جنوب القلعة، وتجهيز محطة لتجميع الحليب لرعاة البقر في المنطقة القريبة منها، واستخدمت القلعة خلال الحرب العالمية الثانية كسجن مؤقت لأسرى الحرب.

## معرض صور

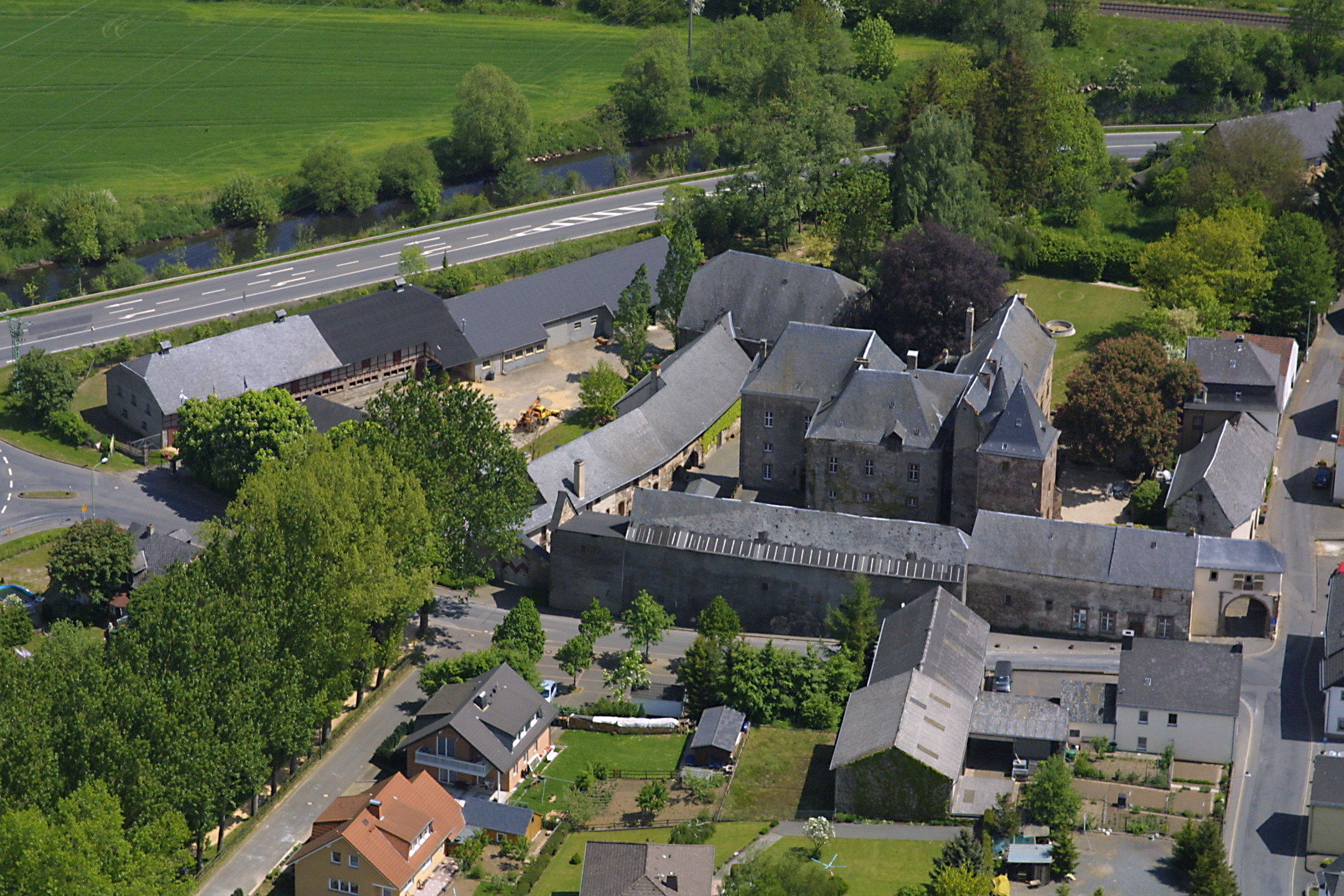
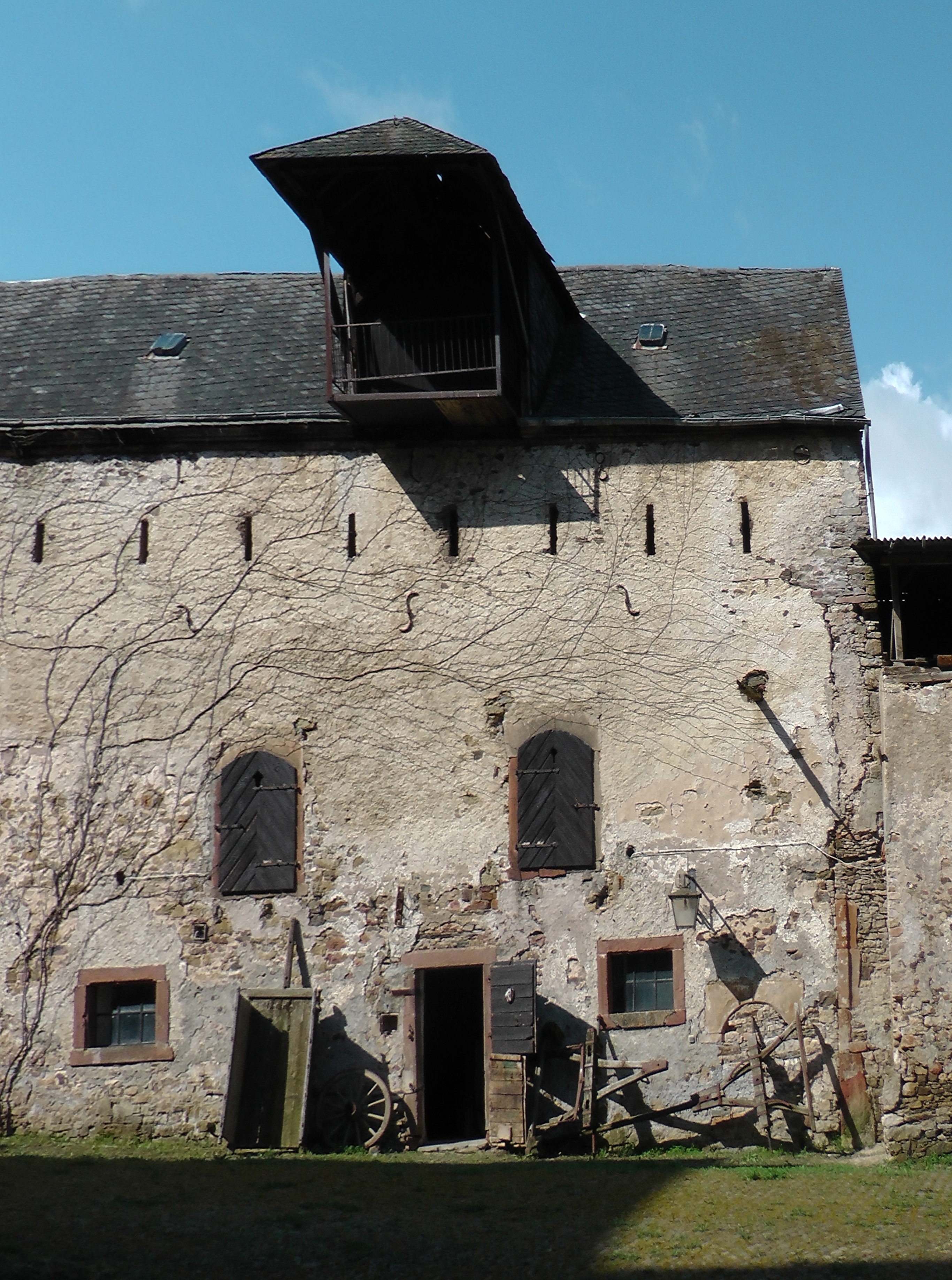
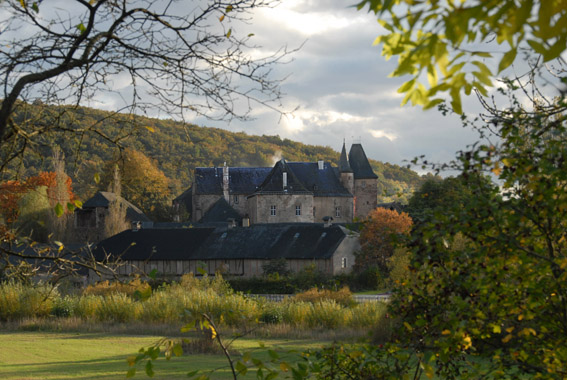
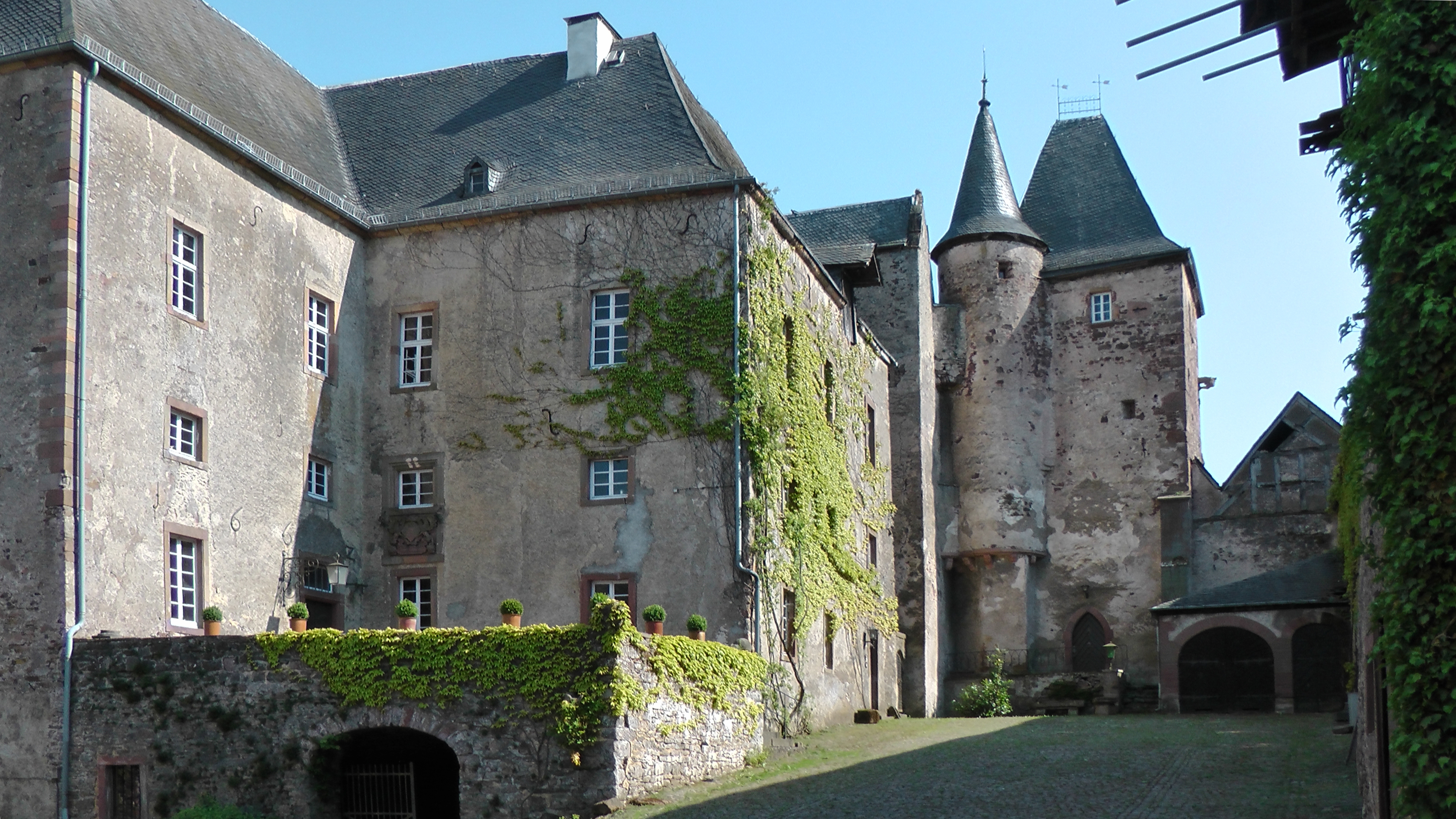
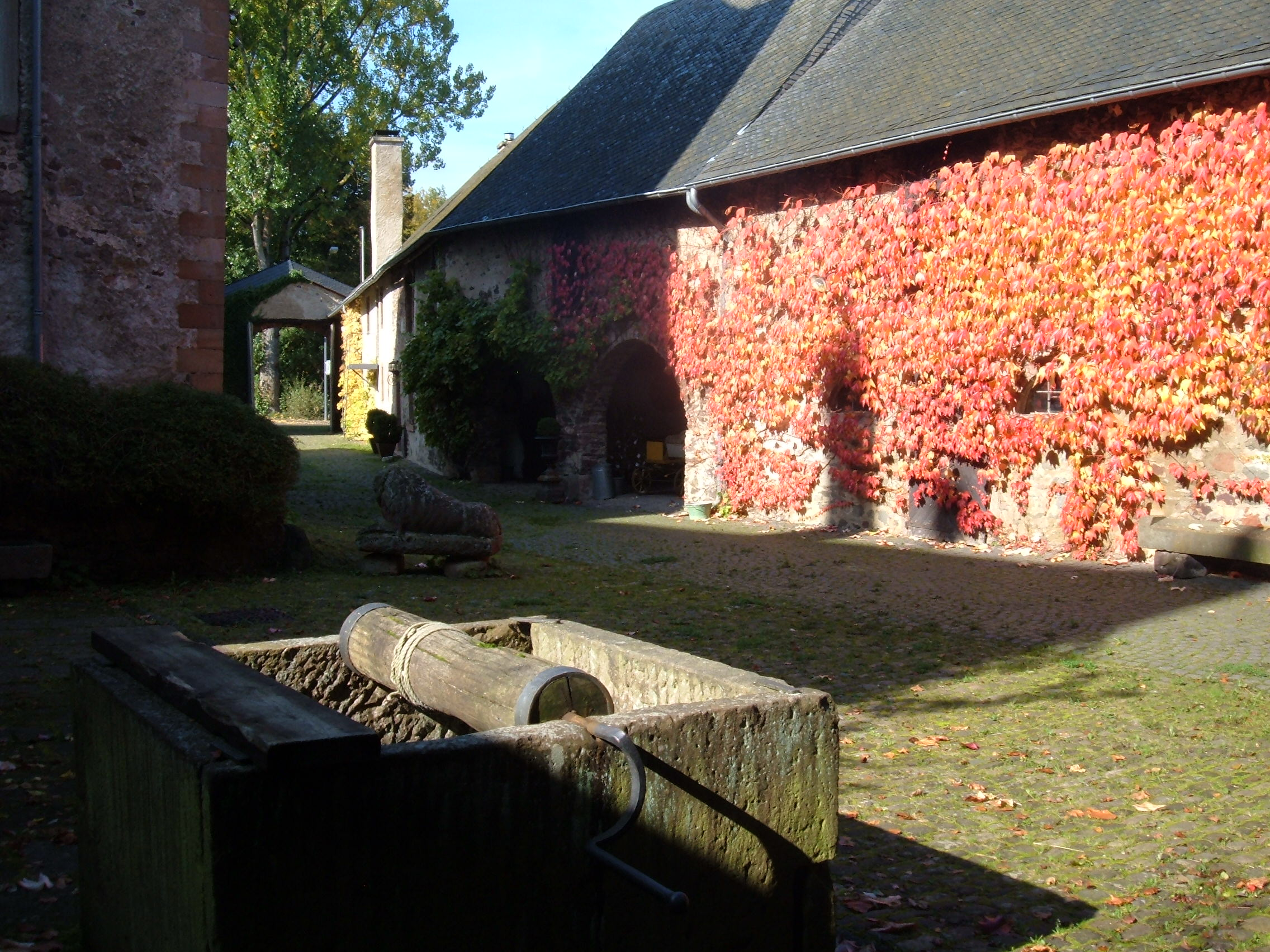